# Glottodidattica
La glottodidattica (o didattica delle lingue) è la disciplina che analizza e mette in pratica approcci teorici, metodi e tecniche per l'insegnamento delle lingue. Essa riguarda tutti i differenti studi di lingua, sia esso studio della lingua materna o di una L2 (lingua straniera, seconda o etnica) o, ancora, di una delle lingue classiche (latino e greco).
La glottodidattica non deve essere confusa con l'insegnamento delle lingue (educazione linguistica), che è invece l'oggetto di ricerca della disciplina. Si definisce come disciplina "teorico-pratica", in quanto ambisce tanto a "sapere" quanto a "risolvere" sulla materia dell'apprendimento delle lingue: essa, insomma, partecipa in entrambe le dimensioni, quella teorica e quella pratica. Quest'ultima si esplica sostanzialmente nella ricerca di modelli operativi e viene anche chiamata glottodidassi.
Nel primo decennio degli anni duemila sono stati pubblicati in sede europea vari documenti per la formazione e l'autovalutazione del docente di lingue; tra i più importanti, EPOSTL (European Portfolio for Student Teachers of Languages, tradotto in italiano con l'acronimo PEFIL, che sta per Portfolio Europeo per la Formazione degli Insegnanti di Lingue) e lo European Profile for Language Teacher.
Una sua specializzazione è la didattica acquisizionale laddove i metodi glottodidattici sono orientati a promuovere l'acquisizione di lingua straniera invece che il suo apprendimento.

## Natura epistemologica della disciplina

### Caratteristiche generali
Se l'insegnamento linguistico scolastico tradizionale tendeva ad attribuire primaria importanza all'elemento della correttezza grammaticale, a partire dalla seconda metà del XX secolo lo scopo della glottodidattica si è orientato maggiormente sull'acquisizione, da parte del discente, di efficacia comunicativa, tanto nello scritto che nel parlato.
Oltre ad uno statuto teorico-pratico, la glottodidattica ha un approccio interdisciplinare e trae le proprie conoscenze da più scienze e che integra quattro diverse aree scientifiche: 
- le scienze del linguaggio e della comunicazione, che forniscono alla glottodidattica i contenuti dell'insegnamento e fondamentali riflessioni sulla natura del linguaggio
- le scienze psicologiche, che spostano l'attenzione della glottodidattica sui processi cerebrali e mentali dell'acquisizione linguistica (di cui si occupano la neurolinguistica e la psicolinguistica) e sugli stati affettivi degli apprendenti durante il processo di apprendimento
- le scienze della cultura e della società, necessarie per integrare l'insegnamento di una lingua (straniera o no) con l'insegnamento della cultura che si esprime attraverso quella lingua
- le scienze dell'educazione e della formazione, necessarie per l'insegnamento di qualsiasi disciplina

La glottodidattica intrattiene, inoltre, rapporti con altre discipline che si occupano dell'apprendimento e dell'insegnamento delle lingue. In particolare:
- la linguistica applicata
- la linguistica educativa
- la linguistica acquisizionale delle lingue prime e l'acquisizione delle lingue straniere

### Glottodidattica, educazione linguistica, competenza comunicativa
La glottodidattica viene spesso confusa con l'educazione linguistica: i due termini vengono anzi spesso utilizzati come sinonimi. In realtà, essi hanno due diversi referenti. L'educazione linguistica, ossia l'insegnamento delle lingue materne, straniere, classiche e dei linguaggi settoriali frutto dell'attività del docente di lingua, è in effetti l'oggetto di ricerca della glottodidattica, disciplina teorico-pratica, così come il linguaggio e le lingue sono oggetto di ricerca della linguistica.
Obbiettivo dell'educazione linguistica è la "competenza comunicativa", espressione che indica una "realtà mentale" che si estrinseca nella produzione di atti linguistici nel contesto di concreti eventi comunicativi socialmente connotati. L'uso della lingua è quindi un'azione socialmente rilevante. "Competenza" traduce il concetto chomskyano di competence, in relazione con performance (termine che evidenzia l'aspetto "esecutivo" di quella realtà mentale che è la competenza linguistica). Il termine "padronanza (di una lingua)" rinvia all'abilità di mettere in opera la propria competenza linguistica (e, più in generale, comunicativa).
La competenza comunicativa può essere scomposta in:
- - competenza linguistica (conoscenza della fonologia, della grafematica, della morfologia, della sintassi e della semantica di una lingua)
  - competenze extralinguistiche, che rappresentano la capacità di produrre e ricevere messaggi attraverso:
    - la gestualità (competenza cinetica)
    - la distanza fisica tra gli interlocutori (competenza prossemica)
    - gli oggetti (competenza oggettemica)
    - il vestiario (competenza vestemica)

  - competenze "contestuali": competenze sociolinguistiche, pragmalinguistiche, culturali e interculturali

## Obiettivi e ambito di ricerca
Sono interessati dall'ambito di ricerca della glottodidattica i seguenti elementi:
- l'elaborazione di approcci, metodi e tecniche didattiche per l'insegnamento delle lingue straniere
- l'elaborazione di modelli operativi per l'insegnamento delle lingue
- l'analisi e la produzione di materiali didattici per le L2
- la valutazione, la verifica e la certificazione delle competenze linguistiche in L2
- la formazione dei formatori, degli autori di materiali didattici e delle figure impegnate a vario titolo nel settore
- lo studio del contatto interlinguistico tra lingua nativa e lingue immigrate all'interno dello spazio linguistico della lingua nativa
- l'analisi dell'interazione in contesto didattico e del parlato del docente
- l'analisi degli errori degli apprendenti
- la comunicazione interculturale
- la formazione dei docenti di L2
- la certificazione delle competenze teoriche e operative dei docenti
- la riflessione sugli apporti conoscitivi delle discipline affini

### Teoria, approcci, metodi, tecniche
In ambito glottodidattico, la dimensione teorica si esplica nella "riflessione sulla natura epistemologica e sui fini dell'educazione linguistica". Le tesi discusse in ambito teorico sono soggette ad un processo di validazione o falsificazione, ma esiste anche una dimensione assiomatica.
Le teorie concentrate sulla descrizione dei modi di avvicinare il discente vengono dette "approcci". Tali approcci vengono elaborati "all'esterno dell'universo epistemologico della glottodidattica" e si basano su assiomi, per cui la loro validità consiste innanzitutto nella fondatezza delle teorie che li appoggiano e nella coerenza tra essi e le proposte operative avanzate. Ad esempio, una teoria che assuma l'esistenza di varietà linguistiche (elaborate in sociolinguistica) può essere incorporata nella sfera glottodidattica, di modo che ci si chiederà se e quando illustrare all'apprendente varietà regionali di una data L2 appunto in base all'accettazione di quella dichiarazione teorica.
Al fine di realizzare praticamente un approccio si costruisce un piano operativo, detto "metodo". Un lavoro che definisca un metodo prevederà analisi e selezione dei materiali didattici, selezione dei modelli operativi, analisi dell'uso delle glottotecnologie. Metodi diversi (quali ad esempio quello "situazionale" o quello "nozionale-funzionale") possono servire al medesimo approccio (nel caso in esempio, quello "comunicativo"). La validità di un metodo si sostanzia del rapporto di coerenza con l'approccio scelto.

#### Le tecniche glottodidattiche
Quanto alle "tecniche", esse rappresentano delle procedure operative. Esse permettono alle indicazioni di metodo di tradursi in "atti didattici". Balboni registra una sorta di mitizzazione (positiva o negativa) delle tecniche: il tema scolastico di gentiliana memoria o la lettura sessantottina dei quotidiani o ancora il dettato e la traduzione, intesi come modelli superati. Secondo Balboni, la congruenza di una tecnica allo scopo didattico va misurata in rapporto alla sua coerenza con le premesse fissate nell'approccio.
Ciascuna tecnica glottodidattica rinvia ad uno o più processi cognitivi e non si risolve semplicemente in un "esercizio". I cosiddetti "esercizi" non sono che uno dei due tipi di tecniche glottodidattiche, essendo l'altro l'"attività". Gli esercizi mirano "alla fissazione più che all'uso della lingua", mentre nelle "attività" viene richiesta la messa in campo di creatività nel risolvere un compito (fittizio o meno) con l'utilizzo della lingua che si sta apprendendo.
Le tecniche, peraltro, affettano diverse abilità linguistiche (il lavoro su una di esse può influenzare anche lo sviluppo delle altre, così come lo studio di una lingua può essere favorito da incursioni in altre lingue).
Le tecniche hanno anche un importante rapporto con le cosiddette "regole", che non vanno però intese come norme immanenti di una lingua, quanto come "meccanismi generatori". Intuizione, individuazione, fissazione e collocazione di una regola nel sistema rappresentano i passi per lo sviluppo di una competenza linguistica. Tali passi vanno fatti "per tutte le componenti della competenza comunicativa, dai suoi aspetti linguistici (fonologici, morfosintattici, lessicali, testuali) a quelli pragmatici, socioculturali, extra e paralinguistici, semiotici". L'acquisizione delle regole è favorita dall'utilizzo di tecniche dedicate.
In generale, una tecnica non va intesa come "buona" o "cattiva", "moderna" o "superata". Una tecnica va piuttosto valutata in base alla sua efficacia rispetto agli scopi delineati dal metodo e alla sua coerenza rispetto all'approccio, oltre che in rapporto ai processi cognitivi che sollecita, al modo di gestire una certa classe ecc. Esistono dei parametri di valutazione delle diverse tecniche. Quattro parametri "classici" sono stati elaborati da Brendan J. Carroll, in Testing Communicative Performance (1980). Si tratta di:
1. pertinenza: criterio che verifica l'oggetto di una data tecnica, in base al dato perfezionamento linguistico su cui si è dichiarato di voler lavorare
2. accettabilità: criterio legato a quanto la tecnica sostiene la motivazione o demotiva e all'ipotesi del "filtro affettivo"
3. comparabilità: criterio legato all'oggettività dell'attività di testing, per cui i risultati ottenuti debbono poter essere confrontati
4. economicità: criterio utilitaristico, legato all'analisi dei costi di somministrazione, esecuzione e correzione di una data attività, in considerazione del fatto che le ore da destinare all'apprendimento linguistico sono sempre limitate

Paolo Balboni ha integrato questo gruppo di parametri con altri cinque parametri:
1. flessibilità: criterio che valuta la realizzabilità operativa di una tecnica (ad esempio, una tecnica che preveda ampi spazi da destinare al movimento fisico o una diversa collocazione dei banchi non può essere attuata in una classe in cui i banchi sono fissati al pavimento) e quante varietà eventualmente esistano di una certa tecnica, in modo da scegliere quella più adeguata
2. relazionalità: criterio che valuta in che misura una tecnica richieda competizione o collaborazione tra apprendenti, se il lavoro da fare sia individuale o collettivo
3. adattabilità psicologica: criterio che valuta quanti stili di apprendimento, tipi di intelligenza e personalità vengono messi in campo dalla tecnica attuata
4. autonomia: criterio che valuta in che misura all'apprendente viene lasciato spazio nella gestione dell'attività di apprendimento e nella correzione degli errori
5. tecnologie: criterio che valuta in che misura e in che termini vanno usate le tecnologie (in particolare il computer) per mettere in atto la tecnica

## Le abilità linguistiche

### Le abilità primarie
Un modello tradizionale che ritrae le abilità linguistiche è quello cosiddetto "delle quattro abilità", nozione piuttosto fortunata sia nella letteratura specializzata, sia nei prodotti editoriali dedicati alla didattica. Tale modello tradizionale si basa su due opposizioni: orale/scritto e produttivo/ricettivo.
- Abilità produttiva orale: parlare (in monologo)
- Abilità produttiva scritta: scrivere
- Abilità ricettiva orale: ascoltare
- Abilità ricettiva scritta: leggere

### Le abilità integrate
Tale modello è stato di recente sottoposto a critica serrata. In particolare, Balboni fa notare che dialogare non può essere inteso come una mera somma tra parlare e ascoltare, né il riassunto si basa sulla somma di leggere e scrivere. Il modello è valido nella misura in cui le quattro abilità vengono intese come "abilità primarie", cui si accompagnano altre abilità, anch'esse obbiettivi glottodidattici, indicate come "abilità integrate", poiché interessano trasversalmente due o anche tre abilità primarie (così, ad esempio, la traduzione impromptu - cioè la traduzione orale di un testo a prima vista o la traduzione per iscritto di un testo dettato - comporta l'utilizzo di più abilità contemporaneamente: leggere e parlare nel primo caso, ascoltare e scrivere nel secondo).
È poi da notare che la glottodidattica di L2 coinvolge, com'è ovvio, due lingue. Si possono, dunque, distinguere abilità "intralinguistiche", che si sviluppano con l'utilizzo di una sola lingua (come, ad esempio, il monologo su traccia), e abilità "interlinguistiche", in cui le lingue in gioco sono due (come nel caso della traduzione o dell'interpretariato in simultanea). Per l'insegnamento della lingua nativa sono obbiettivi glottodidattici solo le abilità intralinguistiche; per le L2 tanto le intralinguistiche quanto le interlinguistiche.
Il dibattito sui modelli di ricostruzione sinottica delle abilità linguistiche è di fatto un dibattito sulle prassi didattiche.
Le abilità integrate sono:
- interpretariato (L2 → L1)
- parafrasi
  - da un testo orale di L2 a un testo orale di L1
  - parafrasi scritta in L2 di un testo scritto in L2
  - parafrasi scritta in L1 di un testo scritto in L2
- riassunto
  - da un testo orale in L2 a un testo orale in L1
  - da un testo orale in L2 a un testo orale in L2
  - da un testo orale in L2 a un testo scritto in L2
  - da un testo scritto in L2 a un testo scritto in L2
  - da un testo scritto in L2 a un testo scritto in L1
- dialogo
- monologo su traccia
- dettato
- prendere appunti
  - da un testo orale in L2 a un testo scritto in L2
  - da un testo orale in L2 a un testo scritto in L1
- traduzione impromptu
  - da un testo scritto in L2 a un testo orale in L1
  - da un testo orale in L2 a un testo scritto in L1
- traduzione da un testo scritto in L2 a un testo scritto in L1

### Abilità ricettive
Le abilità ricettive, cioè quelle relative all'ascolto e alla lettura, riguardano il processo di comprensione dei testi. Per quanto tale processo non sia stato ancora esplicitato e delineato con precisione (ad esempio, in rapporto alla frase e al discorso), sono state avanzate delle ipotesi, alcune tese a spiegare la comprensione in termini semantico-pragmatici, altre in termini sintattici. Esistono poi dei profili di rilievo neuro-psicolinguistico di cui la glottodidattica si serve per approfondire l'elaborazione di tecniche per il miglioramento della comprensione nei discenti.
Sono approssimativamente tre i fattori fondamentali che interagiscono, realizzando o compromettendo la comprensione:
- l'enciclopedia, intesa come "conoscenza del mondo"
- il complesso dei processi cognitivi (definizione di nessi causali, di relazioni di certezza o probabilità, principi base di insiemistica)
- la competenza comunicativa

L'interazione fra questi tre fattori mette in moto la cosiddetta expectancy grammar ("grammatica dell'anticipazione"), termine coniato da John W. Oller per indicare la tendenza del parlante a prevedere cosa verrà detto in un determinato testo via via che lo recepisce. "In questa prospettiva, la comprensione non è vista come un processo lineare, successivo nel tempo (per cui si comprenderebbe fonema dopo fonema, parola dopo parola, frase dopo frase ecc.), ma come un processo globale e simultaneo: la expectancy grammar consente di creare un'ipotesi globale e simultanea di quanto può essere detto [...]: se l'ipotesi è corretta, è possibile comprendere anche messaggi molti disturbati: un annuncio in una stazione piena di echi, un telefax parzialmente illeggibile, e così via".
Gli scopi per cui un parlante si avvicina ad un testo possono essere di tipo assai diverso: in questo senso le abilità ricettive vengono poste in causa "in modo finalizzato" e, allo stesso modo, la stessa expectancy grammar si attiva in modo diversificato e non genericamente. Il campo di ipotesi verso cui la expectancy grammar si attiva potrà essere più ampio o più ristretto, secondo un principio di economia dello sforzo. La strategia di ascolto o lettura può essere "estensiva" o "intensiva": chi, ad una stazione ferroviaria, ascolta la comunicazione di informazioni da un megafono, cercherà, attraverso un ascolto estensivo, di carpire orario e binario di partenza di un treno. La comprensione estensiva di un testo isola dunque l'informazione che interessa e ne scarta altre (ad esempio le informazioni che riguardano treni che non interessano, gli echi, le parole di chi sta accanto, che, rispetto allo scopo di chi ascolta, rappresentano una forma di rumore). Altrettanto, ai lettori un poliziesco richiederà una lettura cursoria (o skimming) ed essi saranno "pronti pur tuttavia a passare ad una lettura intensiva durante l'interrogatorio in cui Maigret individua l'assassino...". Al contrario, la lettura di una poesia richiederà un approccio intensivo, che soddisferà le esigenze del "piacere della lettura".
Le strategie poste in essere dal processo della comprensione saranno dunque più sofisticate e articolate quando intensive, più schematiche quando estensive, sia che si voglia cogliere un senso globale (la trama del poliziesco colta attraverso la lettura cursoria), sia che si voglia cogliere una specifica informazione ("comprensione mirata").
Da un punto di vista glottodidattico, esiste una considerazione dell'elemento affettivo (il pericolo di suscitare stress e ansia nell'apprendente): le abilità ricettive, secondo un orientamento maggioritario detto della delayed oral practice, devono essere favorite dal docente prima di quelle produttive.

## La glottodidattica in Italia

### L'elaborazione di modelli operativi in Italia
Uno dei settori che maggiormente ha interessato la glottodidattica italiana è la ricerca di modelli operativi per l'insegnamento delle lingue. Nella denominazione "modelli operativi" rientrano il programma, il sillabo, il curricolo e l'unità didattica.
Con il termine "unità didattica di apprendimento" (UDA), spesso contrapposto al modello di lezione ereditato dalla tradizione, ci si riferisce a un insieme di fasi e di operazioni che possono essere svolte in un numero variabile di ore di lezione e che abbiano al centro una serie di contenuti linguistici (atti comunicativi, strutture morfosintattiche, elementi lessicali e contenuti testuali) e culturali, sullo sfondo di un contesto situazionale. In particolare i glottodidatti italiani hanno elaborato i seguenti modelli:
- Unità didattica classica, da svolgersi in sei-otto ore di lezione (Freddi, Porcelli, Balboni)
- Unità didattica centrata sul testo (Vedovelli)
- Unità didattica come rete di unità di apprendimento (Balboni)
- Unità di lavoro (Diadori)

Questi modelli sono accomunati dalla presenza di tre macrofasi: una fase iniziale mirata a introdurre il testo che sarà trattato e a elicitare le preconoscenze degli apprendenti (motivazione al tema, contestualizzazione del testo input e comprensione globale dello stesso testo), una di lavoro sul testo (comprensione totale, analisi del testo, focalizzazione, fissaggio e reimpiego delle strutture linguistiche o, per usare la terminologia adottata da Vedovelli, attività di comunicazione sul testo e dal testo), una conclusiva dedicata alla verifica del raggiungimento degli obiettivi, della valutazione e del rinforzo.

### La formazione dei docenti, le certificazioni glottodidattiche e la formazione dei formatori

#### Formazione dei docenti: percorsi formativi e documenti europei
Il tema della formazione degli insegnanti di lingue straniere è al centro del dibattito glottodidattico tanto in ambito italiano quanto in ambito internazionale. Per quanto riguarda l'ambito italiano, dove per anni si è pensato che conoscere bene una lingua straniera (o avere l'italiano come madrelingua) fosse di per sé condizione sufficiente per essere un buon insegnante, negli ultimi decenni si è diffuso un bisogno crescente di formazione glottodidattica ed è significativamente cresciuta l'offerta di percorsi formativi mirati per futuri docenti di L2. Tali percorsi formativi, ispirati ai risultati della ricerca glottodidattica italiana ed europea, comprendono:
- corsi di laurea triennale e magistrale in Didattica dell'italiano L2
- certificazioni glottodidattiche per docenti di italiano L2
- master online o in modalità blended
- corsi di formazione e di aggiornamento

#### Certificazioni delle competenze
Le certificazioni per le competenze didattiche dei docenti di italiano L2 sono le seguenti:
- la DITALS, offerta dall'Università per stranieri di Siena
- la CEDILS, offerta dall'Università Ca' Foscari di Venezia
- la DILS, offerta dall'Università per stranieri di Perugia
- la PROMOITALS, offerta dall'Università degli Studi di Milano

#### Formazione dei formatori e degli altri operatori del settore
Figure chiave nella formazione dei futuri docenti o dei docenti all'inizio del loro percorso formativo sono quelle dei formatori, docenti più esperti che mettono le loro conoscenze ed esperienze a disposizione di colleghi meno esperti. È importante, a questo proposito, che i docenti intenzionati a diventare formatori di altri docenti vengano a loro volta essi stessi formati da altri colleghi con più esperienza.
Fondamentale è quindi sia la formazione dei docenti e dei futuri docenti, sia la formazione dei docenti che intendano diventare formatori di altri docenti.

### Il contatto interlinguistico tra l'italiano e le lingue immigrate
Il contatto tra l'italiano e le altre lingue in contesto migratorio, sia considerando l'italiano lingua immigrata nello spazio linguistico di altri paesi e lingua di origine per i nostri emigrati all'estero, sia considerando l'italiano lingua di contatto per gli immigrati in Italia, è stato a lungo oggetto di ricerca di molti studiosi della scuola senese, gli stessi studiosi di formazione demauriana che hanno fondato la Linguistica educativa. In questo ambito si ricordano gli studi di Camilla Bettoni, dedicati alla situazione dell'italiano come lingua immigrata in Australia.

### Studiosi e istituzioni in Italia
La glottodidattica è rappresentata in Italia da vari studiosi, appartenenti a diverse "scuole". Alcuni di essi provengono dalle scienze dell'educazione, altri dalle scienze del linguaggio
Tra gli studiosi operanti presso l'Università per Stranieri di Perugia, l'istituzione che da più tempo è attiva nel settore, si ricorda in primo luogo Anna Ciliberti.
Gli studiosi dell'Università Ca' Foscari, che hanno come loro rappresentante più illustre Paolo Balboni, si rifanno al magistero di Renzo Titone, Giovanni Freddi e Gianfranco Porcelli. Altri studiosi, come Massimo Vedovelli, Monica Barni, Cristina Lavinio e Silvana Ferreri, che si ispirano al magistero di Tullio De Mauro sono operanti presso l'Università per Stranieri di Siena, l'Università di Cagliari e l'Università della Tuscia; tali studiosi anziché glottodidatti preferiscono in realtà definirsi linguisti educativi. Presso l'Università per Stranieri di Siena sono in servizio anche Antonella Benucci, Massimo Palermo e Pierangela Diadori.
Un ruolo importante è svolto anche dall'Università di Verona, dove insegna Camilla Bettoni, dall'Università di Torino, dove insegna Carla Marello, dall'Università di Bergamo e dall'Università di Padova.

### Insegnamento e apprendimento delle lingue straniere
- Camilla Bettoni, Imparare un'altra lingua. Lezioni di linguistica applicata, Roma-Bari, Laterza, 2001
- C. Serra Borneto, C'era una volta il metodo, Roma, Carocci, 2000.
- Paolo E. Balboni, Le sfide di Babele. Insegnare le lingue nelle società complesse, Torino, Utet, 2002
- Paolo E. Balboni, Tecniche didattiche per l'educazione linguistica - Italiano, lingue straniere, lingue classiche, ed.UTET-De Agostini, 2007, ISBN 978-88-6008-142-1
- Paolo E. Balboni, Imparare le lingue straniere, Venezia, Marsilio, 2007
- Paolo E. Balboni, Fare educazione linguistica, Torino, UTET, 2013, ISBN 978-88-6008-391-3
- Paolo E. Balboni, Storia dell'educazione linguistica in Italia. Dalla Legge Casati alla Riforma Gelmini, Torino, Utet, 2009

### Didattica dell'italiano L2
- Balboni, P.E., Didattica dell'italiano a stranieri, Roma, Bonacci, 1994
- Diadori, P. (a c. di), Insegnare l'italiano a stranieri, Firenze, La Nuova Italia, 2001
- Vedovelli, M., Guida all'italiano per stranieri. La prospettiva del Quadro comune europeo, Roma, Carocci, 2002
- Diadori, P., Palermo, M., Troncarelli, D., Manuale di didattica dell'italiano L2, Perugia, Guerra, 2009

### Diffusione dell'italiano come L2
- De Mauro, T., Vedovelli, M., Barni, M., Miraglia, L., Italiano 2000, Roma, Bulzoni, 2002
- Vedovelli, M., L'italiano degli stranieri, Roma, Carocci, 2002
- Tonfoni, G., "Didattica del testo", Teramo, Giunti e Lisciani, 1991